# Jeanne Lehair
Jeanne Lehair, née le 30 mars 1996 à Metz, est une triathlète française. Nationalité sportive qu'elle représente au niveau international jusqu'en 2021, pour ensuite concourir avec la nationalité luxembourgeoise. Elle est notamment sacrée championne du monde en relais mixte en 2015 avec l'équipe de France et championne d'Europe en 2023 sur courte distance.

## Biographie

### Jeunesse et débuts en triathlon
À l'âge de six ans, la jeune Jeanne Lehair fait son premier triathlon ; un an plus tard, elle rejoint le club de triathlon de sa ville natale, le Metz Triathlon. Au début des années 2010, elle devient une figure incontournable du club, et remporte de nombreux titres nationaux : elle est sacrée championne de France 2011 de triathlon junior, ainsi que les titres nationaux de 2012 et 2013 en aquathlon et de 2012 en duathlon. Elle manque de peu de remporter les trois disciplines dans la catégorie des juniors en 2012, remportant le titre en aquathlon et en duathlon, mais terminant seulement seconde en triathlon.
Ces résultats, poussent les  médias à considérer la triathlète comme un des meilleurs espoirs du triathlon français féminin. Toutefois, en parallèle de ses activités sportives, elle entame des études pour devenir kinésithérapeute.
La saison 2014 est difficile pour la triathlète qui éprouve des douleurs au tendon d'Achille.

### Carrière professionnelle
En 2015, sortant d'une saison 2014 compliquée, Jeanne Lehair remporte sa première victoire professionnelle chez les seniors, lors d'une étape de la Coupe d'Europe de triathlon à Madrid,. En parallèle, elle entame sa première année d'études en STAPS. Lors des championnats d'Europe junior, Lehair est sacrée vice-championne, ce qui la réjouit d'autant plus après avoir passé une année 2014 difficile,. Lors des championnats du monde en relais mixte, en compagnie de Dorian Coninx, Audrey Merle et Vincent Luis, elle est sacrée championne du monde, une semaine après avoir été sacrée championne d'Europe,. En 2022, dans le cadre de sa gestion de carrière, elle prend la nationalité luxembourgeoise. Elle remporte les championnats d'Europe de triathlon en 2023 à Madrid, devenant la première championne d'Europe luxembourgeoise de la discipline.
Pour la saison 2025, elle rejoint le club de Poissy Triathlon. Pour sa première course sous ses nouvelles couleurs, lors des séries de triathlon à Albi, elle s'impose devant Ambre Grasset et Sandra Dodet.

## Palmarès

### En triathlon
Le tableau présente les résultats les plus significatifs (podium) obtenus sur le circuit national et international de triathlon depuis 2015,,.
| Année | Compétition                                                   | Pays      | Position           | Temps           | Nationalité sportive |
| ----- | ------------------------------------------------------------- | --------- | ------------------ | --------------- | -------------------- |
| 2025  | WTCS - étape de Yokohama                                      | Japon     | Médaille d'or      | 1 h 51 min 33 s |                      |
| 2024  | Grand Prix de triathlon - Étape sprint de Saint-Jean-de-Monts | France    | Médaille d'or      | 1 h 0 min 7 s   |                      |
| 2024  | Coupe du monde - l'étape de Miyazaki                          | Japon     | Médaille de bronze | 2 h 0 min 10 s  |                      |
| 2023  | Coupe d'Europe - étape de Quarteira                           | Portugal  | Médaille de bronze | 1 h 57 min 36 s |                      |
| 2023  | Championnats d'Europe de triathlon                            | Espagne   | Médaille d'or      | 1 h 59 min 52 s |                      |
| 2021  | Coupe d'Europe - l'étape sprint de Olsztyn                    | Pologne   | Médaille d'or      | 1 h 0 min 12 s  |                      |
| 2021  | Championnat d'Europe des clubs champions (av. Metz Triathlon) | Portugal  | Médaille d'argent  | 1 h 23 min 31 s |                      |
| 2019  | Championnats de France d'aquathlon                            | France    | Médaille d'or      | 29 min 58 s     |                      |
| 2018  | Coupe d'Europe - l'étape de Valence                           | Espagne   | Médaille d'or      | 1 h 57 min 23 s |                      |
| 2018  | Championnats du monde Universitaire                           | Suède     | Médaille d'or      | 57 min 11 s     |                      |
| 2015  | Championnats du monde de triathlon en relais mixte            | Allemagne | Médaille d'or      | 0 h 21 min 1 s  |                      |
| 2015  | Championnats d'Europe de triathlon en relais mixte            | Suisse    | Médaille d'or      | 0 h 23 min 55 s |                      |
| 2015  | Coupe d'Europe - l'étape de Madrid                            | Espagne   | Médaille d'or      | 2 h 10 min 9 s  |                      |

### En athlétisme
Le tableau présente les résultats les plus significatifs (« Top 10 ») obtenus sur le circuit national de cross-country depuis 2018.
| Année | Compétition                            | Lieu             | Place | Épreuve    | Performance |
| ----- | -------------------------------------- | ---------------- | ----- | ---------- | ----------- |
| 2023  | Championnat de France de cross-country | Carhaix-Plouguer | 6e    | Individuel | 35 min 24 s |